# Ilaria
Ilaria é um gênero extinto de marsupial da família Ilariidae, datado do Oligoceno Superior do Sul da Austrália. Sua dieta consistia em folhas.